# 루비 라이엇
루비 라이엇/루비 라이어트(Ruby Riot, 1990년 1월 9일 ~ )은 미국의 여자 프로레슬링선수로 여자 프로레슬링선수다. 본명은 도리 프란지(Dori Prange)라고 있다. 그전에 인디 단체 이름이 하이디 러브레이스(Heidi Lovelace)라고 한다. 키는 164cm(5 ft 4 in)에다가 몸무게는 55kg(122 lb)이다. 피니쉬는 노 퓨처/라이어트 킥/라이엇 킥(와인드-업 오버 헤드 킥), 위 라이엇(다이빙 센턴), 하이디-캔-라나(허리케인라나 드라이버), 하이디 호(토네이도 디디티 인투 어 스냅 수플렉스), 샤이닝 위저드로 사용을 한다. 2010년 프로레슬링 입문으로 밝혀진다. 2010년 프로레슬링 입문으로 주로 미국 미시간 주 에드워즈버그 에서 태어났다. 2021년 AEW 이름이 루비 소호(Ruby Soho)라고 한다. 그러나 현재는 2021년 6월 2일 WWE에서 방출이라고 한다.  

## Professional wrestling highlights
- Finishing moves
  - Destination Unknown (Neckbreaker slam into reverse STO) - 2022-present
  - Frog splash - 2012-2017
  - Heidi-Can-Rana (Hurricanrana driver) - 2012-2017
  - Heidi Ho (Tornnado DDT into a snap suplex) - 2012-2017
  - No Future / Riott Kick (Wind-up overhead kick) - 2017-present
  - Shining wizard - 2012-2017
  - We Riott (Diving senton) - 2012-2017
- Signature moves
  - Deadly Night Shade (Headscissors driver into the turnbuckle)
  - Diving double knee drop
  - Enzuigiri follow side kick
  - Knife-edged chop
  - Love Lock (Bobyscissors transitioning Fujiwara armbar)
  - Saito suplex
  - Sitout STO
  - Springboard corkscrew arm drag
- Directed wrestlers
  - Liv Morgan
  - Sarah Logan
  - Taryn Terrell
- Nicknames
  - "Punk Rock Ragdoll"
  - "The Runaway"
- Entrance theme
  - "Black Sheep" by Metric (OVW; 2012-2013)
  - "The Road Ahead" by Kenny Wootton & Harley Wootton (Shine/Shimmer/Stardom; 2012-2016)
  - "We Riot" by CFO$ (WWE NXT/WWE; 2017-2021)
  - "Ruby Soho" by Rancid (AEW; 2021-present)
  - "Scorn" by Mikey Rukus feat. Ivey Andrews (AEW; 2023-2024;  used as a member of The Outcasts)

## 수상
- AIW 월드 위민스웨이트 챔피언 (1회)
- AAW 월드 헤리티지웨이트 챔피언 (1회)
- AEW 위민스 카지노 배틀로얄 (2021)
- A1 월드 알파 메일웨이트 챔피언 (1회)
- CIWW 월드 헤비웨이트 챔피언 (1회)
- 영 라이온스 컵 일레븐 (1회)
- OVW 월드 위민스웨이트 챔피언 (1회)
- 랭크드 넘버 20 오브 더 탑 50 피멜 레슬링 인 더 PWI 피멜 50 인 2016
- 랭크드 넘버 48 오브 더 탑 50 태그즈 인 더 PWI 태그팀 50 인 2021 - 리브 모건
- 렝크드 넘버 12 인 더 팁 30 피멜 레슬링 인 2018
- RCW 월드 헤비웨이트 챔피언 (1회)
- 쉬머 월드 태그팀웨이트 챔피언 1회 - 에비
- WWHOF 어워즈 (1회) 
  - 모스트 임프루드 레슬러 오브 더 이열 (2024)